# Coyol Já
Coyol Já är en ort i Mexiko.   Den ligger i kommunen Tancanhuitz och delstaten San Luis Potosí, i den centrala delen av landet, 240 km norr om huvudstaden Mexico City. Coyol Já ligger 335 meter över havet och antalet invånare är 167.
Terrängen runt Coyol Já är kuperad åt sydost, men åt nordväst är den platt. Runt Coyol Já är det ganska tätbefolkat, med 207 invånare per kvadratkilometer. Närmaste större samhälle är Tancanhuitz de Santos, 1,9 km sydväst om Coyol Já. I omgivningarna runt Coyol Já växer huvudsakligen savannskog.